# Chiesa di San Valentino (Vallarsa)
La chiesa di San Valentino è la parrocchiale di Matassone, frazione di Vallarsa in Trentino. Fa parte della zona pastorale della Vallagarina dell'arcidiocesi di Trento e risale al XVII secolo.

## Storia

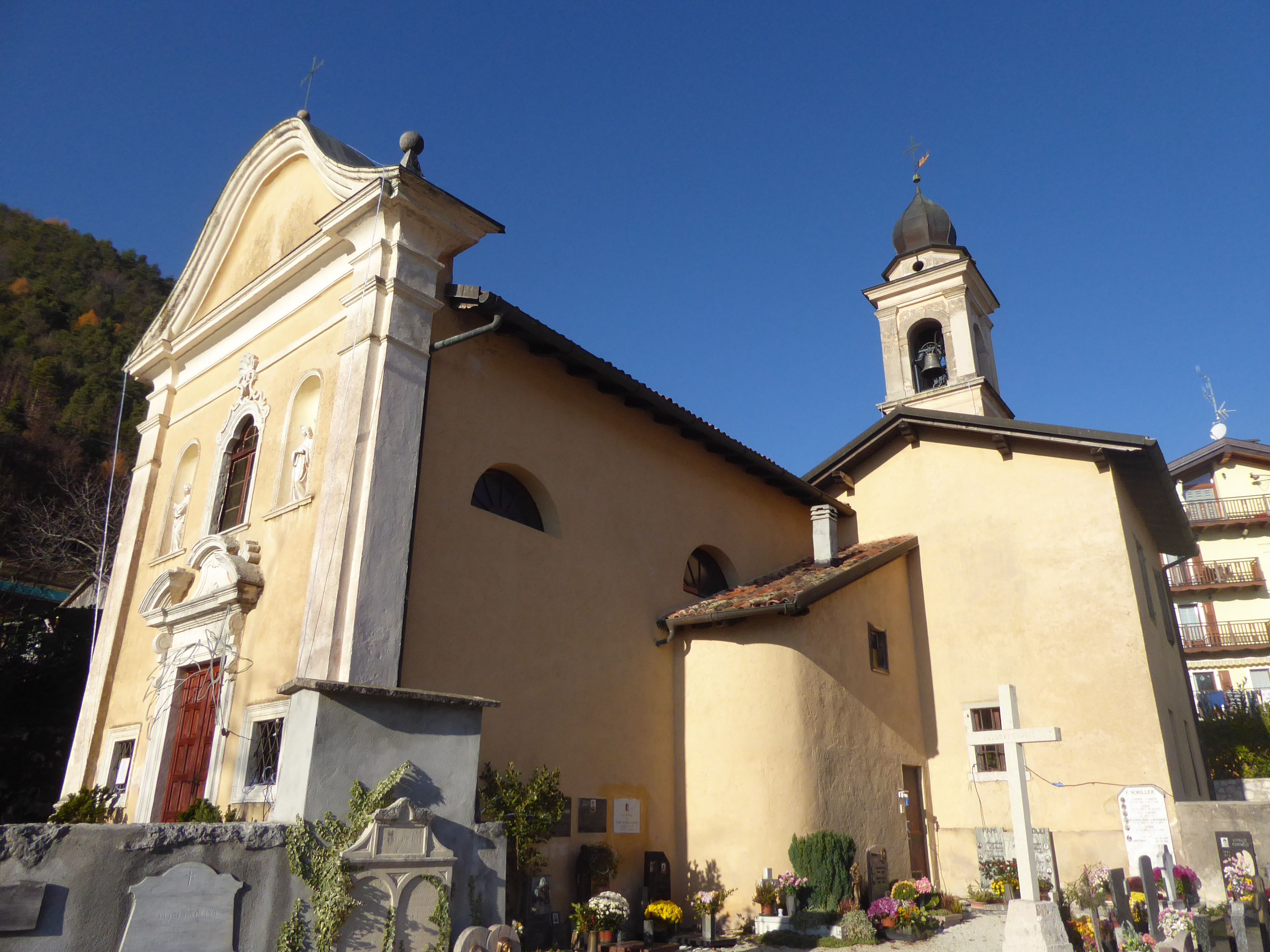
Vista laterale

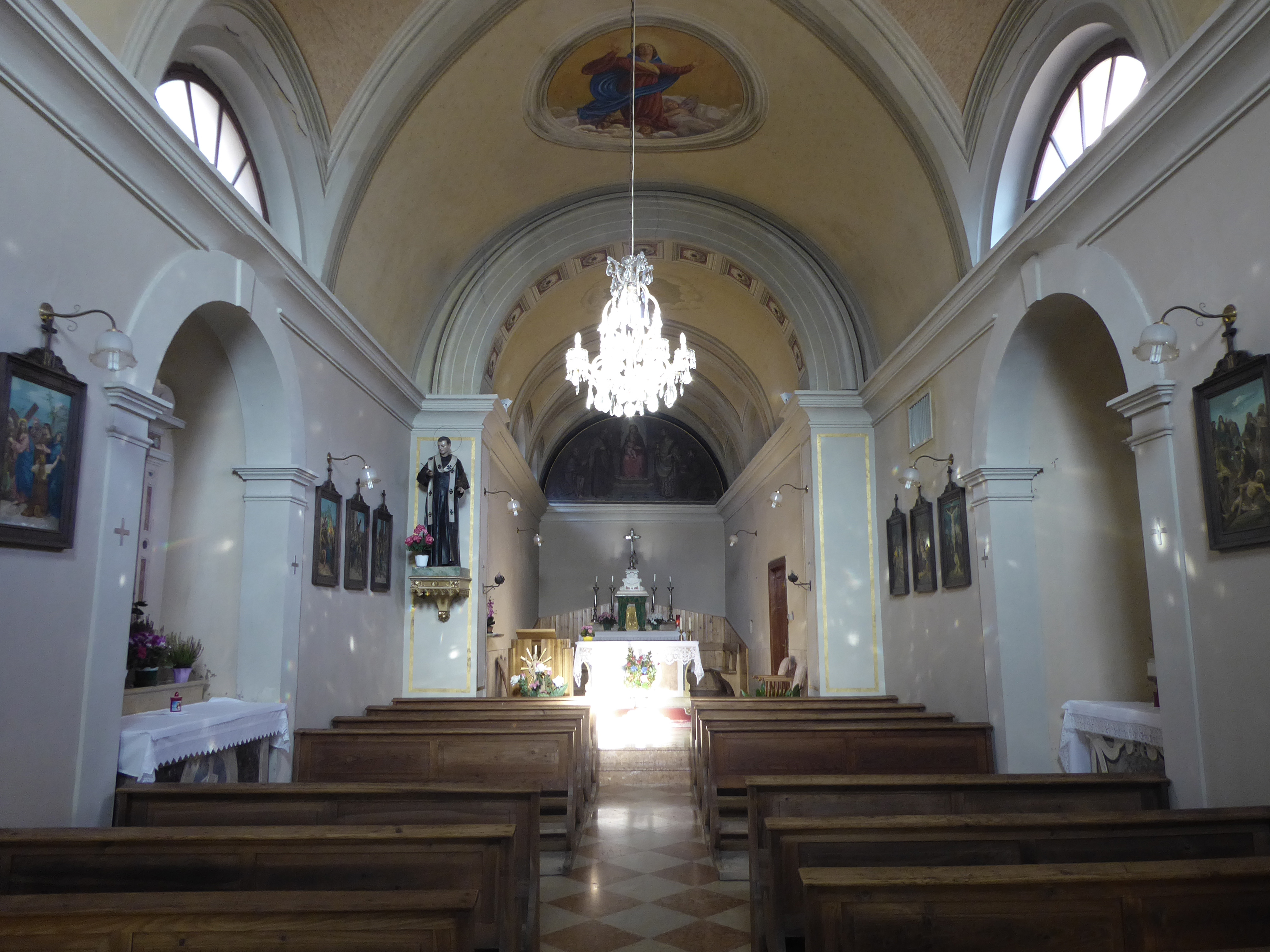
Interno

Il territorio di Matassone fu a lungo legato alla pieve di Lizzana, la chiesa di San Floriano, e il primo luogo di culto vi fu costruito a partire dal 1631. I capifamiglia del paese avevano ottenuto l'autorizzazione vescovile per l'edificazione e il cantiere venne chiuso nel 1636.
Attorno alla metà del XVIII secolo la chiesa fu oggetto di ampliamenti importanti e a partire dal 1789 ottenne la concessione della conservazione dell'Eucaristia e del crisma, oltre al fonte battesimale. Venne elevata a dignità di espositura nel 1790.
Divenne cappellania nel 1806 con l'intervento di don Domenico Noriller, il suo primo curato, che provvide con le proprie disposizioni al mantenimento del sacerdote destinato solo alla chiesa di Matassone. La solenne consacrazione venne celebrata nel 1868 e sembra verosimile che poco prima fossero state aggiunte alla navata le cappelle laterali. Nel primo dopoguerra del XX secolo fu necessaria un'opera di ricostruzione e riparazione dei gravi danni avuti durante il conflitto, e i lavori furono ultimati solo nel 1923, quando venne consacrato il nuovo altare maggiore.
Ottenne dignità di chiesa parrocchiale nel 1962 poi, negli anni sessanta, venne realizzato l'adeguamento liturgico che comportò la perdita dell'altare maggiore precedente. Durante questo intervento venne rinnovata la pavimentazione della sala e la controfacciata fu privata della cantoria.

## Descrizione

### Esterni
La chiesa è orientata verso meridione e si trova al margine dell'abitato. La facciata in stile barocco è caratterizzata dal grande portale e dal frontone curvilineo. Sul sagrato sono presenti tre grandi lastre tombali che erano destinate alle sepolture separate degli uomini, delle donne e dei bambini, secondo le indicazioni della vicinia di Matassone. Accanto a queste c'è la lapide di Domenico Noriller, il primo cappellano della chiesa morto nel 1809.

### Interni
La navata interna è unica, con copertura a botte.